# Мінамі-Ува
Пові́т Міна́мі-У́ва (яп. 南宇和郡, みなみうわぐん, МФА: [mʲinamʲi uwa guɴ]) — повіт в префектурі Ехіме, Японія. Станом на 1 липня 2012 року його площа становила 239,62 км². Населення складало 23 219 осіб, а густота населення — 96,9 осіб/км². До складу повіту входить містечко Айнан. 